# Thyrfing
Esta página contiene información sobre la banda de metal Thyrfing. Para información de la espada mitológica ver Tyrfing
Thyrfing es un grupo de metal originario de Estocolmo, Suecia. El nombre del grupo procede de una espada real de la mitología nórdica.

## Historia
Thyrfing fue formada en 1995 por Patrik Lindgren (guitarras), Jocke Kristensson (batería), Peter Löf (teclado) y Kimmy Sjölund (Bajo). Desde sus orígenes la banda estaba destinada a ser un proyecto paralelo, debido a que Patrik y Jocke estaban poniendo su esfuerzo en su otra banda, Pantheon. La mitología nórdica y los vikingos era un interés común a todos los miembros, por lo que las letras y el concepto de la banda estaban concentrados en este tema. La música es a veces primitiva y construida sobre una contundente y lenta batería, guitarras crujientes y un fuerte sonido de teclado. Después de publicar dos demos, que fueron muy bien aceptadas en la escena "underground" (literlamente: subsuelo, se refiere a la escena de grupos poco conocidos, normalmente a la escena local o provincial de un estilo musical), Thyrfing firmó un contrato con la casa de discos neerlandesa Hammerheart Records, en el año 1997. En los estudios "Stockholm's Sunlight Studio" situados en Estocolmo se grabó su disco debut, con una composición más variada que sus demos. Dicho debut fue publicado en marzo de 1998. En su segundo disco (titulado Valdr Galga, uno de los nombres que se le dan al dios Odín), esta vez grabados en "Abyss Studios", su música tomó un toque más sinfónico, pero sin cambiar la base de su estilo anterior. Para las giras siguientes reclutaron al guitarrista de Ancient Winds Henke Svegsjö. La elección fue magnífica, pues al poco tiempo se convirtió en un miembro de la banda. En agosto de 2000, "Urkraft" fue grabado y publicado, siendo un gran éxito entre los fanes. Ese mismo año Thyrfing se embarcó en dos mini-giras con Primordial y Shadowbreed por Países Bajos, Bélgica y Alemania.
En el otoño de 2001, el grupo entró en los estudios "Dug-Out Studio" con el conocido productor Daniel Bergstrand para grabar su disco más diverso y maduro hasta la fecha: "Vansinnesvisor" (Castellano: Canciones de la locura). El álbum se publicó en julio del siguiente año, siendo un gran avance para la banda. Con unas voces más experimentales, canciones distintas, instrumentos poco comunes como percusión casera o flautas folclóricas y muchas canciones con las letras en sueco, la banda ha ganado mucho terreno y han afianzado su posición dentro del género.
Como promoción de su disco, Thyrfing tocó como telonero en dos conciertos (para Freedom Call y Dismember) en Estocolmo, y hicieron una pequeña gira como cabeza de cartel en el Benelux con Cruachan y Shadowbreed.
El 14 de marzo de 2007 el cantante Thomas Väänänen y el guitarrista Henrik Svegsjö decidieron dejar Thyrfing. Ambos tomaron esta decisión por falta de motivación en futuros discos. Al mismo tiempo Jens Rydén, ex de Naglfar se convirtió en el nuevo cantante.
Su sexto y último álbum salió a escena en octubre de 2008.

## Miembros
- Jens Rydén - Vocales
- Patrik Lindgren : Guitarra
- Joakim "Jocke" Kristensson : Percusión
- Kimmy Sjolund : Bajo
- Peter Lof : Sintetizador

## Miembros anteriores
- Thomas Väänänen - cantante (1996-2006)
- Henrik Svegsjö - guitarra (1998-2006)
- Vintras - guitarra (1997-1998)

## Discografía

### Álbumes
- Thyrfing - 1998
- Valdr Galga - 1999
- Urkraft - 2000
- Vansinnesvisor - 2002
- Farsotstider - 2005
- Hels vite - 2008
- De Ödeslösa - 2013
- Vanagandr - 2021

### EP
- Hednaland - 1999
- Solen Svartnar - 1999

### Demos
- Hednaland - 1996
- Solen Svartnar - 1995